# Peter Asplund
Peter Asplund (* 26. September 1969) ist ein schwedischer Trompeter, Bandleader und Komponist des Modern Jazz.

## Biographie
Peter Asplund studierte an der Königlichen Musikhochschule Stockholm. Später arbeitete er als Studiomusiker und mit eigenem Ensemble, mit dem er auf Tourneen durch Skandinavien, USA, Kanada, England, Deutschland, Australien, Polen, Schweiz und Jugoslawien ging. Zu seinen Bands gehören das Peter Asplund Quartet, ferner ist er Mitglied in der Tolvan Big Band, dem  Stockholm Jazz Orchestra, Héctor Bingerts Latin Lover Big Band und Bosse Brobergs Formation Nogenja. Außerdem wirkte er an Alben von unterschiedlichen Künstlern,  wie der Band Kent, Lisa Ekdahl, Björn Skifs, Lena Philipsson, Ainbusk Singers, Robert Broberg, Daniel Lindström und Victoria Tolstoy mit. Er spielt regelmäßig mit dem Bo Kaspers Orkester.
Im Jahr 2004 wurde Asplund mit dem Preis Gyllene skiva ausgezeichnet.

## Diskographische Hinweise
- Open Mind (1995; Dragon Records)
- Melos (1999; Sittel Records)
- Satch as Such (2000; Sittel Records)
- Lochiel's Warning (2004; Prophone Records)
- As Knights Concur (Peter Asplund Quartet, 2008; Prophone Records)
- Asplund Meets Bernstein (2010)
- The Christmas Feeling (2013)